# Kasteel Putberg

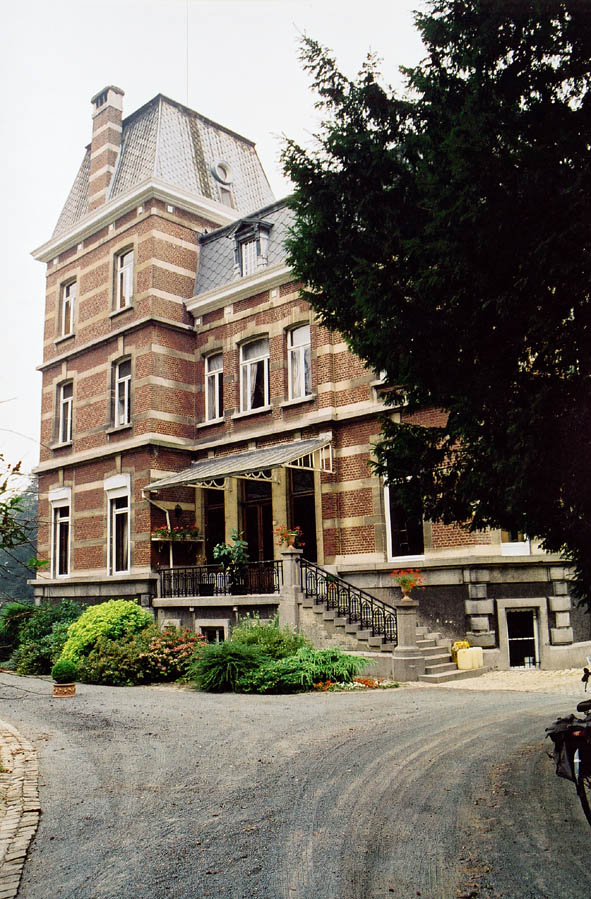
Kasteel Putberg

Het Kasteel Putberg is een kasteel in de tot de Vlaams-Brabantse gemeente Asse behorende plaats Asbeek, gelegen aan Putberg 81.

## Geschiedenis
Het domein ligt aan de zuidrand van de Putberg, een groeve waar in de middeleeuwen Lediaanse steen werd gewonnen. In 1878 werd dit aangekocht door Leon De Coster die er een landhuis liet bouwen. Oorspronkelijk mat het domein 1,9 ha. In 1904 werd het aangekocht door Théophile de Lantsheere die het omstreeks 1910 uitbreidde tot een park van 7 ha met daarin een vijver in landschapsstijl. Het domein kende daarna nog diverse eigenaars terwijl er tijdens de Tweede Wereldoorlog ook Duitse, later Britse en Canadese, soldaten in het kasteel verbleven. In 1943 kwam het aan Eugène Van der Haegen die na de oorlog burgemeester werd en het domein deed opknappen.

## Gebouw
Het landhuis, in eclectische stijl waaronder Vlaamse neorenaissancestijl, is van baksteen met arduinen muurbanden en speklagen. Het huis heeft een torentje en een vierkante torenachtige uitbouw waarop zich een terras bevond. Ook is er een koetshuis.
In het park vindt men een aantal bijzondere bomen.